# Qualificazioni alla Coppa del Mondo di rugby 1995
Le qualificazioni alla Coppa del Mondo di rugby 1995 si tennero tra il 1992 e il 1994 su base continentale.
Esse dovettero esprimere 7 squadre nazionali sulle 16 che avrebbero dovuto prendere parte alla rassegna mondiale, mentre altre 9 erano già qualificate d'ufficio: le 8 quartifinaliste dell'edizione del 1991 (Australia, Canada, Francia, Inghilterra, Irlanda, Nuova Zelanda, Samoa Occidentali e Scozia) più il Sudafrica Paese organizzatore, per la prima volta ammesso alla competizione dopo la fine dell'apartheid un tempo lì vigente.
All'Africa, alle Americhe, all'Asia e all'Oceania fu riservata una squadra ciascuno, mentre invece l'Europa espresse tre squadre.
Ogni federazione continentale previde differenti meccanismi di qualificazione.

## Criteri di qualificazione
Le qualificazioni mondiali riguardarono 44 squadre, classificatesi con meccanismi variabili a seconda del numero di partecipanti per continente.
- Africa: ai nastri di partenza si presentarono 7 squadre divise in due gironi, una da quattro e una da tre; il primo turno di qualificazione espresse le vincenti dei due gironi che, nel secondo turno, si incontrarono in un girone finale a quattro. La vincente di tale girone fu la qualificata alla Coppa del Mondo[1].
- Americhe: anche le qualificazioni delle Americhe si tennero in due turni che videro coinvolte 6 squadre: due nel girone Nord (Stati Uniti e Bermuda) e quattro delle cinque partecipanti al campionato sudamericano di rugby 1993 per il girone Sud[2]; nel secondo turno le vincenti della zona Nord e quella Sud si incontrarono in gara di andata e ritorno e la formazione vincitrice si qualificò alla Coppa del Mondo[1].
- Asia: il torneo di qualificazione alla Coppa del Mondo fu il campionato asiatico 1994 cui parteciparono 8 squadre; la squadra campione d'Asia fu la qualificata alla competizione mondiale[1][3]..
- Europa: alle qualificazioni europee presero parte 20 squadre che si affrontarono su tre turni di qualificazione più uno supplementare di classificazione[1]; Romania, Italia e Galles erano già ammesse al terzo turno di qualificazione. Le altre 17 formazioni furono divise su tre zone (Est, Centro e Ovest); fu necessario un primo turno come preliminare di ammissione alle zone Est e Centro: due squadre si affrontarono per un posto nella zona Est e tre per un posto nella zona Centro; nel secondo turno la zona Est fu divisa in due gironi da tre squadre ciascuno, le prime classificate dei quali avanzarono al terzo turno, mentre le zone Centro e Ovest erano composte da due gironi, le prime due delle quali promosse al terzo turno. In detto terzo turno Romania, Italia e Galles attesero le qualificate rispettivamente della zona Est, Centro e Ovest in altrettanti gironi di tre squadre ciascuna. Le prime classificate di ogni girone furono le qualificate alla Coppa del Mondo, ma fu previsto un ulteriore girone di classificazione per stabilire l'ordine di qualificazione ai fini dell'assegnazione ai gironi nella fase finale della Coppa del Mondo[1]. Le qualificazioni si appoggiarono in parte su alcuni incontri delle divisioni inferiori della Coppa FIRA 1992-94, per esempio quello tra Rep. Ceca e Paesi Bassi[4].
- Oceania: due squadre delle Isole del Pacifico, Figi e Tonga, si affrontarono in doppio confronto per stabilire la qualificata alla Coppa del Mondo.

## Situazione prima degli incontri di qualificazione
| Fase                  | Africa | Americhe                                                                          | Asia | Europa | Oceania                                            |
| --------------------- | --- | --------------------------------------------------------------------------------- | --- | --- | -------------------------------------------------- |
| Qualificate d'ufficio | - Sudafrica                                                                                               | - Canada                                                                          | | - Francia - Inghilterra - Irlanda - Scozia                                                                                          | - Australia - Nuova Zelanda - Samoa Occidentali    |
| Esito qualificazioni  | Qualificata Africa - Vincente Girone finale Africa                                                        | Qualificata Americhe - Vincente finale Americhe                                   | Qualificata Asia - Vincente Coppa d'Asia 1994                                                                      | Qualificata Europa 1 Qualificata Europa 2 Qualificata Europa 3                                                                      | Qualificata Oceania - Vincente spareggio oceaniano |
| Quarto turno          | Girone finale Africa: - 1º Girone A Africa - 2º Girone A Africa - 1º Girone B Africa - 2º Girone B Africa | Finale Americhe: - Vincente Americhe Nord - Vincente Americhe Sud                 | Coppa d'Asia 1994: - Corea del Sud - Hong Kong - Giappone - Malaysia - Singapore - Sri Lanka - Taiwan - Thailandia | Qualificate e ammesse al girone di classificazione: - Vincente z. Est Europa - Vincente z. Centro Europa - Vincente z. Ovest Europa | Spareggio oceaniano: - Figi ― Tonga                |
| Terzo turno           | Africa Girone A: - Golfo Persico - Kenya - Namibia - Zimbabwe                                             | Spareggio Americhe Nord: - Bermuda ― Stati Uniti                                  | - | Girone finale z. Est Europa: - Romania - Vincente z. Est girone 1 - Vincente z. Est Girone 2                                        | -                                                  |
| Terzo turno           | Africa Girone B: - Costa d'Avorio - Marocco - Tunisia                                                     | Americhe Sud Sudamericano 1993: - Argentina - Brasile - Cile - Paraguay - Uruguay | - | Girone finale z. Centro Europa: - Italia - 1ª 1º t. z. Centro Europa - 2ª 1º t. z. Centro Europa                                    | -                                                  |
| Terzo turno           | Africa Girone B: - Costa d'Avorio - Marocco - Tunisia                                                     | Americhe Sud Sudamericano 1993: - Argentina - Brasile - Cile - Paraguay - Uruguay | - | Girone finale z. Ovest Europa: - Galles - 1ª 1º t. z. Ovest Europa - 2ª 1º t. z. Ovest Europa                                       | -                                                  |
| Secondo turno         | - | -                                                                                 | - | Zona Est Europa Girone 1: - Germania - Lettonia - Lituania                                                                          | -                                                  |
| Secondo turno         | - | -                                                                                 | - | Zona Est Europa Girone 2: - Georgia - Polonia - Russia                                                                              | -                                                  |
| Secondo turno         | - | -                                                                                 | - | Zona Centro Europa - Paesi Bassi - Rep. Ceca - Svezia - Vincente preliminare                                                        | -                                                  |
| Secondo turno         | - | -                                                                                 | - | Zona Ovest Europa - Belgio - Spagna - Portogallo - Vincente preliminare                                                             | -                                                  |
| Primo turno           | - | -                                                                                 | - | Preliminare Zona Centro: - Israele ― Ungheria                                                                                       | -                                                  |
| Primo turno           | - | -                                                                                 | - | Preliminare Zona Ovest: - Andorra - Danimarca - Svizzera                                                                            | -                                                  |

## Qualificazioni Africa

### Primo turno

#### Girone A
| Nairobi 3 luglio 1993 | Golfo Persico | 20 – 64 | Namibia | E.A. Union Ground\| Arbitro: \| Ian Anderson \| |
| Arbitro:              | Ian Anderson  |         |         |                                                 |

| Nairobi 3 luglio 1993 | Kenya           | 7 – 42 | Zimbabwe | E.A. Union Ground\| Arbitro: \| Tony Spreadbury \| |
| Arbitro:              | Tony Spreadbury |        |          |                                                    |

| Nairobi 7 luglio 1993 | Golfo Persico | 21 – 50 | Zimbabwe | E.A. Union Ground\| Arbitro: \| Ian Rogers \| |
| Arbitro:              | Ian Rogers    |         |          |                                               |

| Nairobi 7 luglio 1993 | Kenya        | 9 – 60 | Namibia | E.A. Union Ground\| Arbitro: \| Ian Anderson \| |
| Arbitro:              | Ian Anderson |        |         |                                                 |

| Arbitro: | Tony Spreadbury |

|                                |      |           |
| Mans (3), Marais, von Wielligh | mt   | Kirkman   |
| Coetzee (5)                    | tr   | Noble     |
| Coetzee (2)                    | c.p. | Noble (3) |

| Nairobi 10 luglio 1993 | Kenya        | 24 – 23 | Golfo Persico | E.A. Union Ground\| Arbitro: \| Ian Anderson \| |
| Arbitro:               | Ian Anderson |         |               |                                                 |

Classifica girone A
|  | Squadra       | G | V | N | P | P+  | P-  | diff. | PT |
|  | ------------- | - | - | - | - | --- | --- | ----- | -- |
|  | Namibia       | 3 | 3 | 0 | 0 | 165 | 45  | +120  | 6  |
|  | Zimbabwe      | 3 | 2 | 0 | 1 | 108 | 69  | +39   | 4  |
|  | Kenya         | 3 | 1 | 0 | 2 | 40  | 125 | -85   | 2  |
|  | Golfo Persico | 3 | 0 | 0 | 3 | 64  | 138 | -74   | 0  |

#### Girone B
| Tunisi 26 ottobre 1993 | Tunisia      | 16 – 19 | Costa d'Avorio | Stadio El Menzah\| Arbitro: \| Ian Anderson \| |
| Arbitro:               | Ian Anderson |         |                |                                                |

| Tunisi 28 ottobre 1993 | Tunisia | 5 – 6 | Marocco | Stadio El Menzah |

| Tunisi 30 ottobre 1993 | Costa d'Avorio  | 15 – 3 | Marocco | Stadio El Menzah\| Arbitro: \| Piet Theunissen \| |
| Arbitro:               | Piet Theunissen |        |         |                                                   |

Classifica girone B
|  | Squadra        | G | V | N | P | P+ | P- | diff. | PT |
|  | -------------- | - | - | - | - | -- | -- | ----- | -- |
|  | Costa d'Avorio | 2 | 2 | 0 | 0 | 34 | 19 | +15   | 4  |
|  | Marocco        | 2 | 1 | 0 | 1 | 9  | 20 | -11   | 2  |
|  | Tunisia        | 2 | 0 | 0 | 2 | 21 | 25 | -4    | 0  |

### Girone finale
| Arbitro: | Antonio Condorelli |

|                  |      |                 |
| Brink, Meyer (3) | mt   | Dawson, Landman |
| Coetzee          | tr   | Grobler (2)     |
| Coetzee          | c.p. | Grobler (2)     |

| Casablanca 14 giugno 1994 | Marocco            | 17 – 9 | Costa d'Avorio | COC Stadium\| Arbitro: \| Stefanus Neethling \| |
| Arbitro:                  | Stefanus Neethling |        |                |                                                 |

| Arbitro: | Santiago Borsani |

|             |      |             |
| Sathiq      | mt   |             |
| Soulama     | tr   |             |
| Soulama (2) | c.p. | Coetzee (4) |

| Casablanca 16 giugno 1994 | Marocco      | 9 – 21 | Zimbabwe | COC Stadium\| Arbitro: \| Robert Yeman \| |
| Arbitro:                  | Robert Yeman |        |          |                                           |

| Arbitro: | Antonio Condorelli |

|                           |      |         |
| N'Gabala, Niakou, Swatson | mt   | Walters |
| Dali                      | tr   | Grobler |
|                           | c.p. | Grobler |

| Casablanca 18 giugno 1994 | Marocco      | 16 – 16 | Namibia | COC Stadium\| Arbitro: \| Robert Yeman \| |
| Arbitro:                  | Robert Yeman |         |         |                                           |

#### Classifica finale Africa
|  | Squadra        | G | V | N | P | P+ | P- | diff. | PT |
|  | -------------- | - | - | - | - | -- | -- | ----- | -- |
|  | Costa d'Avorio | 3 | 2 | 0 | 1 | 39 | 39 | 0     | 4  |
|  | Namibia        | 3 | 1 | 1 | 1 | 53 | 49 | +4    | 3  |
|  | Marocco        | 3 | 1 | 1 | 1 | 42 | 46 | -4    | 3  |
|  | Zimbabwe       | 3 | 1 | 0 | 2 | 51 | 51 | 0     | 2  |

### Verdetto
- Costa d'Avorio: Qualificata alla Coppa del Mondo per la zona Africa

## Qualificazioni Americhe

### Girone Nord
| Arbitro: | Naiko Saito |

|        |      |                                                                              |
|        | mt   | Bachelet Campbell Lumkong O'Brien (2) Scharrenberg Schram Schurfield Tardits |
|        | tr   | O'Brien (6)                                                                  |
| Ignoto | c.p. | O'Brien                                                                      |

### Girone Sud
Il regolamento delle qualificazioni prevedeva che la migliore della classifica avulsa del Sudamericano 1993 tra Argentina, Cile, Paraguay e Uruguay affrontasse la vincente del girone Nord; il Brasile, non essendo membro dell'International Rugby Football Board, non partecipava alle qualificazioni ed era quindi escluso dalla classifica redatta per tale fine.

#### Classifica avulsa campionato sudamericano 1993
| Pos | Squadra   | G | V | N | P | PF  | PS  | DP   | Pt |
| --- | --------- | - | - | - | - | --- | --- | ---- | -- |
| 1   | Argentina | 3 | 3 | 0 | 0 | 140 | 20  | +120 | 6  |
| 2   | Uruguay   | 3 | 2 | 0 | 1 | 91  | 28  | +63  | 4  |
| 3   | Paraguay  | 3 | 1 | 0 | 2 | 31  | 142 | −111 | 2  |
| 4   | Cile      | 3 | 0 | 0 | 3 | 37  | 109 | −72  | 0  |

### Finale qualificazione Americhe
| Arbitro: | Tony Spreadbury |

|                        |      |                           |
| Anitoni Bachelet Takau | mt   | Noriega Santamarina Terán |
| M. Williams (2)        | tr   | Mesón (2)                 |
| M. Williams            | c.p. | Mesón (3)                 |

| Arbitro: | Didier Mené |

|                 |      |                 |
| Jorge Sporleder | mt   | Takau           |
| Mesón           | tr   |                 |
|                 | c.p. | M. Williams (2) |
| Mesón           | drop |                 |

### Verdetto
- Argentina: Qualificata alla Coppa del Mondo per la zona Americhe

## Qualificazioni Asia

### Verdetto
- Giappone: Campione d'Asia 1994 e qualificata alla Coppa del Mondo per la zona Asia

## Qualificazioni Europa

### Zona Est

#### Primo turno

##### Girone 1
| Berlino 1º maggio 1993 | Germania | 31 – 5 | Lituania |  |

| Riga 8 maggio 1993 | Lettonia | 5 – 27 | Germania |  |

| Šiauliai 29 maggio 1993 | Lituania | 6 – 7 | Lettonia |  |

Classifica girone 1
|  | Squadra  | G | V | N | P | P+ | P- | diff. | PT |
|  | -------- | - | - | - | - | -- | -- | ----- | -- |
|  | Germania | 2 | 2 | 0 | 0 | 58 | 10 | +48   | 4  |
|  | Lettonia | 2 | 1 | 0 | 1 | 12 | 33 | -21   | 2  |
|  | Lituania | 2 | 0 | 0 | 2 | 11 | 38 | -27   | 0  |

##### Girone 2
| Arbitro: | Roger Duhau |

|                  |      |              |
| N. Dzagnidze (3) | c.p. | Jakovlev (5) |

| Arbitro: | H. van Breukelen |

|                  |      |        |
| 2                | mt   |        |
| 2                | tr   |        |
| N. Dzagnidze (2) | c.p. | 3 c.p. |

| Sopot 29 maggio 1993 | Polonia | 5 – 41 | Russia | Ogniwo |

Classifica girone 2
|  | Squadra | G | V | N | P | P+ | P- | diff. | PT |
|  | ------- | - | - | - | - | -- | -- | ----- | -- |
|  | Russia  | 2 | 2 | 0 | 0 | 56 | 14 | +42   | 4  |
|  | Polonia | 2 | 1 | 0 | 1 | 28 | 47 | -19   | 2  |
|  | Georgia | 2 | 0 | 0 | 2 | 15 | 38 | -23   | 0  |

#### Girone finale
| Arbitro: | Gabriel Bavio |

|                                                            |      |        |
| Brînză, Colceriu Flutur, Fulina, Guranescu Neaga (2), Vlad | mt   |        |
| Nichitean (7)                                              | tr   |        |
| Nichitean (2)                                              | c.p. | 2 c.p. |

| Bucarest 4 maggio 1994 | Germania    | 5 – 67 | Russia | Complexul Sportiv Dinamo\| Arbitro: \| David Lewis \| |
| Arbitro:               | David Lewis |        |        |                                                       |

| Arbitro: | Brian Campsall |

|                             |      |  |
| Cioca (2), Leonte, Colceriu | mt   |  |
| Nichitean (2)               | tr   |  |
| Nichitean (2)               | c.p. |  |

##### Classifica zona Est
|  | Squadra  | G | V | N | P | P+ | P-  | diff. | PT |
|  | -------- | - | - | - | - | -- | --- | ----- | -- |
|  | Romania  | 2 | 2 | 0 | 0 | 90 | 6   | +84   | 4  |
|  | Russia   | 2 | 1 | 0 | 1 | 67 | 35  | +32   | 2  |
|  | Germania | 2 | 0 | 0 | 2 | 11 | 127 | -116  | 0  |

### Zona Centro

#### Spareggio preliminare
| Budapest 30 maggio 1993 | Ungheria | 8 – 67 | Israele |  |

#### Primo turno
| L'Aia 31 ottobre 1993 | Paesi Bassi | 42 – 6 | Rep. Ceca |  |

| L'Aia 31 ottobre 1993 | Israele | 10 – 26 | Svezia |  |

| Apeldoorn 3 novembre 1993 | Paesi Bassi | 56 – 0 | Israele |  |

| Apeldoorn 3 novembre 1993 | Rep. Ceca | 34 – 7 | Svezia |  |

| Amsterdam 6 novembre 1993 | Paesi Bassi | 31 – 6 | Svezia |  |

| Amsterdam 6 novembre 1993 | Rep. Ceca | 28 – 0 | Israele |  |

Classifica primo turno
|  | Squadra     | G | V | N | P | P+  | P-  | diff. | PT |
|  | ----------- | - | - | - | - | --- | --- | ----- | -- |
|  | Paesi Bassi | 3 | 3 | 0 | 0 | 129 | 12  | +117  | 6  |
|  | Rep. Ceca   | 3 | 2 | 0 | 1 | 68  | 49  | +19   | 4  |
|  | Svezia      | 3 | 1 | 0 | 2 | 39  | 75  | -36   | 2  |
|  | Israele     | 3 | 0 | 0 | 3 | 10  | 110 | -100  | 0  |

#### Girone finale
| Brescia 14 maggio 1994 | Rep. Ceca | 9 – 38 | Paesi Bassi |  |

| Arbitro: | Nicolas Lasaga |

| |      |            |
| Ravazzolo 1’, 55’ Vaccari 6’, 25’ Filizzola 9’, 38’ Aldrovandi 13’, 22’, 48’ Gerosa 16’, 44’, 63’ Troncon 20’, 34’ Castellani 40’ Grespan 73’ | mt   | 78’ Školar |
| Troiani 6’, 9’, 20’, 22’, 25’, 34’, 38’, 40’, 44’, 55’, 63’, 73’                                                                              | tr   |            |
| | c.p. | 51’ Vrba   |

| Arbitro: | David Leslie |

| |      |                         |
| Marcello Cuttitta 6’, 37’ Pedroni 21’ Domínguez 33’ Massimo Cuttitta 53’ Bonomi 66’ Troncon 68’ Aldrovandi 80’ | mt   |                         |
| Domínguez 6’, 33’, 37’, 53’, 66’, 68’, 80’                                                                     | tr   |                         |
| Domínguez 3’, 11’, 30’                                                                                         | c.p. | 25’, 46’, 51’ Michelsen |

##### Classifica zona Centro
|  | Squadra     | G | V | N | P | P+  | P-  | diff. | PT |
|  | ----------- | - | - | - | - | --- | --- | ----- | -- |
|  | Italia      | 2 | 2 | 0 | 0 | 167 | 17  | +150  | 4  |
|  | Paesi Bassi | 2 | 1 | 0 | 1 | 47  | 72  | -25   | 2  |
|  | Rep. Ceca   | 2 | 0 | 0 | 2 | 17  | 142 | -125  | 0  |

### Zona Ovest

#### Girone preliminare
| Andorra la Vella 26 ottobre 1992 | Danimarca | 8 – 3 | Svizzera |  |

| Andorra la Vella 27 ottobre 1992 | Andorra | 3 – 0 | Danimarca |  |

| Andorra la Vella 31 ottobre 1992 | Andorra | 0 – 14 | Svizzera |  |

Classifica girone preliminare
|  | Squadra   | G | V | N | P | P+ | P- | diff. | PT |
|  | --------- | - | - | - | - | -- | -- | ----- | -- |
|  | Svizzera  | 2 | 1 | 0 | 1 | 17 | 8  | +9    | 2  |
|  | Danimarca | 2 | 1 | 0 | 1 | 8  | 6  | +2    | 2  |
|  | Andorra   | 2 | 1 | 0 | 1 | 3  | 14 | -11   | 2  |

#### Primo turno
| Arbitro: | Kees Blaas |

|                                                                                       |      |  |
| de la Viuda, Extebarría Landazabal Hernández-Gil Ruano, Illaregui Etxabe Puertas Soto | mt   |  |
| de la Viuda (2)                                                                       | tr   |  |
| de la Viuda (2)                                                                       | c.p. |  |

| Lisbona 11 maggio 1993 | Portogallo           | 8 – 3 | Belgio | Stadio Universitario\| Arbitro: \| Mircea Paraschivescu \| |
| Arbitro:               | Mircea Paraschivescu |       |        |                                                            |

| Arbitro: | Kees Blaas |

|                             |      |  |
| Neiva, Queimado, Thomaz (2) | mt   |  |
| Queimado (3)                | tr   |  |
| Queimado (2)                | c.p. |  |

| Lisbona 13 maggio 1993 | Belgio       | 6 – 67 | Spagna | Stadio Universitario\| Arbitro: \| R. Heinemann \| |
| Arbitro:               | R. Heinemann |        |        |                                                    |

| Lisbona 16 maggio 1993 | Belgio | 42 – 3 | Svizzera | Stadio Universitario |

| Arbitro: | Mircea Paraschivescu |

|              |      | |
|              | mt   | Álvarez Ruiz, Azkargorta Aretxabala Extebarría Landazabal, Hermosilla Olmos Rivero Maciá, Ventura Miranda |
|              | tr   | Díaz Paternain, Puertas Soto                                                                              |
| Queimado (5) | c.p. | |
|              | drop | Puertas Soto                                                                                              |

Classifica primo turno
|  | Squadra    | G | V | N | P | P+  | P-  | diff. | PT |
|  | ---------- | - | - | - | - | --- | --- | ----- | -- |
|  | Spagna     | 3 | 3 | 0 | 0 | 144 | 21  | +123  | 6  |
|  | Portogallo | 3 | 2 | 0 | 1 | 55  | 40  | 15    | 4  |
|  | Belgio     | 3 | 1 | 0 | 2 | 51  | 78  | -27   | 2  |
|  | Svizzera   | 3 | 0 | 0 | 3 | 3   | 114 | -111  | 0  |

#### Girone finale
| Arbitro: | Barry Leask |

|                 |      |                                                                                            |
| Murinello       | mt   | I. Evans (3), M. Hall (3), R. Jones (2) Llewellyn, S. Quinnell Taylor, Walker (4), tecnica |
|                 | tr   | N. Jenkins (11)                                                                            |
| Vilar Gomes (2) | c.p. |                                                                                            |

| Arbitro: | David Bishop |

|  |      |                                                           |
|  | mt   | I. Evans (3), G. Jenkins (3) S. Quinnell, Walker, tecnica |
|  | tr   | N. Jenkins (5)                                            |
|  | c.p. | N. Jenkins (2)                                            |

| Arbitro: | T. Asega |

|                                                        |      |                  |
| Enciso, Hernández-Gil Ruano Puertas Soto, Robles Pérez | mt   | 2 mete           |
| Aurrekoetxea (2), Puertas Soto                         | tr   |                  |
| Puertas Soto                                           | c.p. | 3 calci piazzati |

##### Classifica zona Ovest
|  | Squadra    | G | V | N | P | P+  | P-  | diff. | PT |
|  | ---------- | - | - | - | - | --- | --- | ----- | -- |
|  | Galles     | 2 | 2 | 0 | 0 | 156 | 11  | +145  | 4  |
|  | Spagna     | 2 | 1 | 0 | 1 | 35  | 73  | -38   | 2  |
|  | Portogallo | 2 | 0 | 0 | 2 | 30  | 137 | -107  | 0  |

### Girone di classificazione zona europea
| Arbitro: | David McHugh |

|               |      |                |
|               | mt   | I. Evans       |
|               | tr   | N. Jenkins     |
| Nichitean (3) | c.p. | N. Jenkins (3) |

| Arbitro: | Efraím Sklar |

|                                                    |      |                   |
| 7’, 10’, 17’, 34’, 39’, 72’, 76’, 80'+1’ Domínguez | c.p. | 1’, 19’ Nichitean |

| Arbitro: | Ken McCartney |

|                                            |      |                              |
| 45’ N. Davies                              | mt   | 6’ I. Francescato            |
|                                            | tr   | 6’ Domínguez                 |
| 3’, 9’, 17’, 40’, 57’, 63’, 74’ N. Jenkins | c.p. | 29’, 51’, 67’, 71’ Domínguez |
| 32’ N. Jenkins                             | drop |                              |

#### Classifica girone di classificazione
|    | Squadra | G | V | N | P | P+ | P- | diff. | PT |
| -- | ------- | - | - | - | - | -- | -- | ----- | -- |
| E1 | Galles  | 2 | 2 | 0 | 0 | 45 | 28 | +17   | 4  |
| E2 | Italia  | 2 | 1 | 0 | 1 | 43 | 35 | +8    | 2  |
| E3 | Romania | 2 | 0 | 0 | 2 | 15 | 40 | -25   | 0  |

### Verdetto
- Galles: qualificata alla Coppa del Mondo come prima squadra europea
- Italia: qualificata alla Coppa del Mondo come seconda squadra europea
- Romania: qualificata alla Coppa del Mondo come terza squadra europea

## Oceania
| Arbitro: | Peter Marshall |

|          |      |                                  |
| Vonolagi | mt   | Fatani, Fenukitau Uasi, Va'enuku |
|          | tr   | E. Vunipola (2)                  |
|          | c.p. | Rokowailoa (2)                   |

| Arbitro: | Colin Hawke |

|                  |      |                    |
| Fatani, Va'enuku | mt   | Vonolagi, Vonalagi |
|                  | tr   | Rokowailoa         |
|                  | c.p. | Rokowailoa         |

### Verdetto
- Tonga: Qualificata alla Coppa del Mondo per la zona Oceania

## Quadro completo delle qualificazioni
In grassetto le squadre ammesse al turno successivo.
| Fase                  | Africa                                                                | Americhe                                                                          | Asia | Europa                                                                                     | Oceania                                         |
| --------------------- | --------------------------------------------------------------------- | --------------------------------------------------------------------------------- | --- | ------------------------------------------------------------------------------------------ | ----------------------------------------------- |
| Qualificate d'ufficio | - Sudafrica                                                           | - Canada                                                                          | | - Francia - Inghilterra - Irlanda - Scozia                                                 | - Australia - Nuova Zelanda - Samoa Occidentali |
| Esito qualificazioni  | Qualificata Africa - Costa d'Avorio                                   | Qualificata Americhe - Argentina                                                  | Qualificata Asia - Giappone                                                                                        | Qualificata Europa 1 - Galles Qualificata Europa 2 - Italia Qualificata Europa 3 - Romania | Qualificata Oceania - Tonga                     |
| Quarto turno          | Girone finale Africa: - Namibia - Zimbabwe - Costa d'Avorio - Marocco | Finale Americhe: - Stati Uniti - Argentina                                        | Coppa d'Asia 1994: - Corea del Sud - Hong Kong - Giappone - Malaysia - Singapore - Sri Lanka - Taiwan - Thailandia | Qualificate e ammesse al girone di classificazione: - Romania - Italia - Galles            | Spareggio oceaniano: - Figi ― Tonga             |
| Terzo turno           | Africa Girone A: - Golfo Persico - Kenya - Namibia - Zimbabwe         | Spareggio Americhe Nord: - Bermuda ― Stati Uniti                                  | - | Girone finale z. Est Europa: - Romania - Germania - Russia                                 | -                                               |
| Terzo turno           | Africa Girone B: - Costa d'Avorio - Marocco - Tunisia                 | Americhe Sud Sudamericano 1993: - Argentina - Brasile - Cile - Paraguay - Uruguay | - | Girone finale z. Centro Europa: - Italia - Paesi Bassi - Rep. Ceca                         | -                                               |
| Terzo turno           | Africa Girone B: - Costa d'Avorio - Marocco - Tunisia                 | Americhe Sud Sudamericano 1993: - Argentina - Brasile - Cile - Paraguay - Uruguay | - | Girone finale z. Ovest Europa: - Galles - Spagna - Portogallo                              | -                                               |
| Secondo turno         | -                                                                     | -                                                                                 | - | Zona Est Europa Girone 1: - Germania - Lettonia - Lituania                                 | -                                               |
| Secondo turno         | -                                                                     | -                                                                                 | - | Zona Est Europa Girone 2: - Georgia - Polonia - Russia                                     | -                                               |
| Secondo turno         | -                                                                     | -                                                                                 | - | Zona Centro Europa - Paesi Bassi - Rep. Ceca - Svezia - Israele                            | -                                               |
| Secondo turno         | -                                                                     | -                                                                                 | - | Zona Ovest Europa - Belgio - Spagna - Portogallo - Svizzera                                | -                                               |
| Primo turno           | -                                                                     | -                                                                                 | - | Preliminare Zona Centro: - Israele ― Ungheria                                              | -                                               |
| Primo turno           | -                                                                     | -                                                                                 | - | Preliminare Zona Ovest: - Andorra - Danimarca - Svizzera                                   | -                                               |